# Myospalax myospalax
Myospalax myospalax (Цокор сибірський або Цокор алтайський, каз. бұраубас) — вид роду Myospalax родини сліпакові (Spalacidae). Каріотип Myospalax myospalax містить 44 пари хромосом (Nfa = 80-84).

## Морфологічні особливості
Алтайський цокор - найбільш великий з трьох видів цокорів. Вага тіла до 600 гр. і більше (в середньому - 336), довжина тіла близько 210 мм (до 266 мм), ступні - 33,8 мм (до 40 мм), хвоста - 48 мм (до 65). Максимальна довжина черепа дорослих цокорів по Огневу (1947) зазвичай лежить в межах 42,6-52,2, висота черепа - 18,9-24,5 мм. Довжина кігтя на третьому пальці передньої кінцівки 13-25,0 мм. 
Зовнішній вигляд типовий для всіх представників підродини цокорових (Myospalacinae). Тіло витягнуте, валькувае. Зовнішнє вухо збереглося у вигляді невеликого валика, прихованого під хутром; хвіст сильно вкорочений; голова сплощена й за формою зверху нагадує багнет лопати. Для риття використовує, як основне знаряддя, подовжені кігті (особливо на третьому і четвертому пальцях) передніх кінцівок. Очі не сховані під шкірою, але дуже малі. Будова середнього і внутрішнього вуха адаптована до сприйняття звуків у низькочастотному спектрі: оптимальна частота слуху 0,5-4 кГц, верхня межа 16 кГц, що має максимальну дальність поширення в умови нори. Хутро густе, м'яке, остьове волосся не розвинене. Загальний тон хутра буро-коричневий, досить мінливий між окремими особинами і також залежить від ступеня витертості хутра. На боках і на череві забарвлення світліше. Передня частина носа пофарбована світліше. У деяких екземплярів (особливо у рівнинних форм на півночі ареалу) на потилиці є невелика світла пляма. Білі плями зустрічаються так само на череві (частковий альбінізм). Волосся на хвості коротке, густе, білувате.

## Проживання
Поширений на східний Казахстан і південь Західного Сибіру (Росія). Діапазон проживання фрагментований і скорочується. Населяє степи, в тому числі з чагарниками, рідкісні ліси, луки, а іноді й орні поля. Діапазон поширення пов'язаний з м'якими луговими ґрунтами і багатою трав'янистою рослинністю. Уникає сухих степів, скелястих і щебнистих місць. У горах знайдений до 2750 м. 

## Поведінка
Це підземний вид з короткими вилазками на поверхню в пошуках наживи чи при розповзанні молоді. Нори мають кілька ярусів. Верхній рівень годівлі прокладений на 5-27 см під землею. Нижній ярус розташований на 40-110 см, складаються з коротких тунелів, комори, гнізда й туалету. Діаметр комори 8-13 см. Загальна довжина до 150 м. Індивідуальні зони відокремлені навесні, але пізніше приєднуються одна до іншої. У норах є тимчасові і постійні (під час зимівлі) гнізда. Останнє завжди тільки одне, і підходять на 15-30 см під землею, недалеко від головного виходу. Активність зазвичай під час заходу і світанку. Харчується корінням і зеленими частинами кількох десятків рослин. У деяких місцях харчується культурними рослинами. Зимовий запас (до 8 кг) складаються з коренів, бульб і молодих пагонів різних рослин, в основному трав. Не впадає у сплячку. Природними ворогами цокорів є дрібні куницеві, лисиці і хижі птахи. Занедбані ділянки норових систем використовуються як сховища іншими тваринами (гризуни, дрібні хижаки). Цокори одинаки. У цілому цокори проявляють високий ступінь агресивності по відношенню до родичів.

## Відтворення
Відтворення відбувається з вересня-листопада по березень-квітень. Є один приплід в рік з 1-10, зазвичай 3-5 дитинчами.

## Загрози та охорона
Втрата місць проживання у зв'язку з техногенною діяльністю може істотно впливати на площу житла в деяких районах. Ізольовані частини ареалу як і раніше скорочуються. Проживає в деяких охоронних територіях.